# Socket AM3
Socket AM3 es un zócalo de CPU de procesadores AMD. AM3 fue sacado a la venta el 9 de febrero de 2009, como sucesor del anterior Socket AM2+, junto con la agrupación inicial de procesadores Phenom II. El único cambio de principal de AM2+ a AM3 es el soporte para módulos de RAM DDR3.La CPU más rápida para el zócalo AM3 fue el Phenom II X6 1100T.

## Compatibilidad
El Socket AM3 elimina la compatibilidad con los procesadores AM2/AM2+ debido a un cambio sutil en la distribución de los pines de contacto. El zócalo AM3 tiene 941 pines en un diseño diferente mientras que los procesadores AM2+ tienen 940 pines. Tom's Hardware retiraron los dos pines que hacían obstrucción en un procesador Phenom AM2+ para encajarlo en un zócalo AM3. El procesador no funcionó en el socket AM3, pero aún funcionaba en un Socket AM2+, lo que sugiere que los problemas de compatibilidad son más profundos que simplemente los pines clave. Posiblemente porque el controlador de memoria incorporado en los procesadores AM2/AM2+ solo es compatible con DDR2 (a diferencia de los procesadores AM3, que son compatibles con las memorias DDR2 y DDR3). De hecho, se fabricaron algunas placas bases que admitían tanto DDR2 como DDR3, sin embargo, solo se podía usar un tipo de memoria a la vez. A pesar de utilizar una zócalo AM3 y de usar un puente norte y puente sur que se encuentran en las placas base AM3, son compatibles con cualquier procesador AM2, AM2 + o AM3.
Como los procesadores AM3 también son compatibles con DDR2, son compatibles con los Socket AM2/AM2+, dependiendo de la actualización de la BIOS para la placa base. Fabricantes incluyendo Asus, Gigabyte y otros han etiquetado a las placas AM2/AM2+ existentes como "AM3 Ready" o similar, indicando que se proporciona el soporte de la BIOS para las placas especificadas. Esto permite que los sistemas que posean placas bases AM2/AM2+ puedan actualizar la CPU sin tener que actualizar ningún otro componente.

## Disipador
Los 4 orificios para fijar el disipador a la placa base se colocan en un rectángulo con longitudes laterales de 48 mm y 96 mm para los zócalos de AMD AM2,AM3,AM3+ y FM2,Por lo tanto, las soluciones de enfriamiento permiten ser intercambiables.

## Socket AM3+
AM3+ es una modificación del Socket AM3 .Tiene un pin adicional para los procesadores AM3+ basados en Bulldozer y es compatible con los procesadores AM3. Eliminó la compatibilidad hacia atrás entre los procesadores AM3+ y las placas base AM2 y AM2+ porque el controlador de memoria de estos procesadores no admiten memoria DDR2.